# Chinese Odyssey 2002
Pour plus de détails, voir Fiche technique et Distribution.
Chinese Odyssey 2002 (天下無雙, Tian xia wu shuang) est un film hongkongais réalisé par Jeffrey Lau, sorti le 6 février 2002.

## Synopsis
L'empereur et la princesse, las de la vie du palais, décident de s'enfuir. Un jour, la princesse rencontre un homme et sa sœur, et tombe immédiatement amoureuse du frère. Cependant, la sœur s'éprend de la princesse qui est habillée comme un homme...

## Fiche technique
- Titre : Chinese Odyssey 2002
- Titre original : 天下無雙 (Tian xia wu shuang)
- Réalisation : Jeffrey Lau
- Scénario : Jeffrey Lau
- Production : Wong Kar-wai et Jacky Pang
- Musique : Frankie Chan et Roel A. García
- Photographie : Peter Ngor
- Montage : Wong Wing-Ming
- Pays d'origine : Hong Kong
- Format : Couleurs - 1,85:1 - Dolby Digital - 35 mm
- Genre : Comédie romantique
- Durée : 97 minutes
- Date de sortie : 
  - Hong Kong : 6 février 2002

## Distribution
- Tony Leung Chiu-wai : Li Yilong
- Faye Wong : Princesse Wushuang
- Zhao Wei : Phoenix
- Chang Chen : Empereur Zheng De
- Roy Cheung : Chu Liangshim
- Athena Chu : Amour Amour
- Rebecca Pan : Reine mère
- Jeffrey Lau : Président Chen

## Récompenses
- Nomination au prix du meilleur second rôle féminin (Vicki Zhao), meilleures chorégraphies (Poon Kin-Kwan) et meilleurs costumes et maquillages (William Chang), lors du Golden Horse Film Festival 2002.
- Nomination au prix de la meilleure actrice (Faye Wong), meilleure direction artistique (Tony Au), meilleurs costumes et maquillages (William Chang) et meilleure musique, lors des Hong Kong Film Awards 2003.
- Prix du meilleur film et de la meilleure actrice (Faye Wong), lors des Hong Kong Film Critics Society Awards 2003.